# 12742 Delisle
12742 Delisle este un asteroid din centura principală, descoperit pe 26 iulie 1992, de Eric Elst.